# Хлорсилоксани
Хлорсилокса́ни (рос. хлорсилоксаны; англ. chlorsiloxanens; нім. Chlorsiloxane n pl) — клас гідролізуючих поліфункціональних силіційорганічних сполук, синтезованих за реакцією заміщення атома хлору і силіцію алкоксигрупами і отриманих на базі дешевої і недефіцитної сировини — кубових залишків виробництва органохлорсиланів.
Є малов'язкими, розчинними у воді рідинами, незначної корозійної активності; температура застивання −50…-85 0С (залежно від типу реагента), густина 1026–1109 кг/м3; динамічний коефіцієнт в'язкості 1,5-8,4 мПа∙с (за 20 °C). При взаємодії з водою будь-якої мінералізації і при температурах від 0 до 200 0С Х. (інша назва — олігоорганоетоксихлорсилоксани) перетворюються в неплавкі нерозчинні гідрофобні поліорганосилоксани, які мають високу адгезію до гірської породи, тому використовуються для ізоляції припливу води в нафтові свердловини. 
Реаґенти не потребують попереднього оброблення (розчинення, змішування з каталізатором і т. ін.) перед нагнітанням у свердловину. Відомо чотири види реаґентів (олігомерів) цього класу: 
- ТСМ (тампонажний склад метильний) — олігометилетоксихлорсилоксани;
- ТСЕ (тампонажний склад етильний) — олігоетилетоксихлорсилоксани;
- ТСФ (тампонажний склад фенольний) — олігофенолетоксихлорсилоксани;
- ТСК (тампонажний склад комбінований) — суміш вказаних реагентів.

Для ізоляції припливу пластової води запропоновано два склади Х. (у %):
- 1) діхлорполідіорганосилоксани (67,5-99,3) і органотрихлорсилани (0,74-32,5);
- 2) олігоорганоалкокси(хлор)борсилани (90,0-99,5) і хлорсилани (0,5-10,0).